# Supermarine Type 224
Супермарин Тип 224 (англ. Supermarine Type 224) — британский опытный истребитель конструкции Реджинальда Митчелла. Работа над проектом была завершена в феврале 1934 года. Самолёт должен был принять участие в конкурсе на новый скоростной истребитель для Британских королевских ВВС. Однако его характеристики оказались низкими для своего времени и на вооружение ВВС был принят победивший в конкурсе истребитель-биплан Гладиатор фирмы Gloster Aircraft Company. Однако несмотря на неудачу дальнейшее развитие прототипа привело к созданию на его основе наиболее известного британского истребителя времён Второй мировой войны Spitfire.

## Конструкция
По своей конструкции это был цельнометаллический моноплан с низкорасположенным крылом «обратная чайка» и неубирающимся шасси в обтекателях. Система охлаждения двигателя была спроектирована по типу гоночных самолётов и имела вместо радиатора проводку из труб в крыле.

### Технические характеристики
- Экипаж: 1 человек
- Длина: 8,97 м
- Размах крыла: 13,97 м
- Высота: 3,63 м
- Площадь крыла: 27,40 м²
- Профиль крыла:
- Масса пустого: 1 552 кг
- Масса снаряженного:
- Нормальная взлетная масса: 2 151 кг
- Максимальная взлетная масса:
- Двигатель Rolls-Royce Goshawk II
- Мощность: 1 x 600 л.с.

### Лётные характеристики
- Максимальная скорость: 367 км/ч
  - у земли:
  - на высоте м:
- Крейсерская скорость: 325 км/ч
- Практическая дальность: 540 км
- Практический потолок: 11 826 м
- Скороподъёмность: 482 м/с
- Нагрузка на крыло: кг/м²
- Тяговооружённость: Вт/кг
- Максимальная эксплуатационная перегрузка:

### Вооружение
- Пушечно-пулемётное:
  - 4х 7.7-мм пулемета Vickers Mk.IV[1]